# Moramanga
Moramanga – miasto w środkowo-wschodniej części Madagaskaru, w regionie Alaotra-Mangoro. W 2005 roku liczyło 26 726 mieszkańców.
Przez miasto przebiega droga  Route nationale 2, a droga Route nationale 44 ma tutaj swój początek.
W nocy 29 marca 1947 roku w Moramanga rozpoczęło się powstanie przeciwko francuskim rządom kolonialnym
Moramanga jest stolicą plemienia Bezanozano (jednego z osiemnastu ludów na Madagaskarze).
Przez miasto przebiega linia kolejowa łącząca stloicę kraju, Antananarywę, ze wschodnim wybrzeżem. W Moramanga ma początek też linia kolejowa, która wiedzie do jeziora Alaotra. Obok Antananarywy jest jednym z dwóch węzłów kolejowych Madagaskaru. 
W pobliżu miasta znajduje się Park Narodowy Andasibe-Mantadia. W odległości 30 km od Moramanga położony jest rezerwat specjalny Analamazoatra.